# Auenmüller (Adelsgeschlecht)

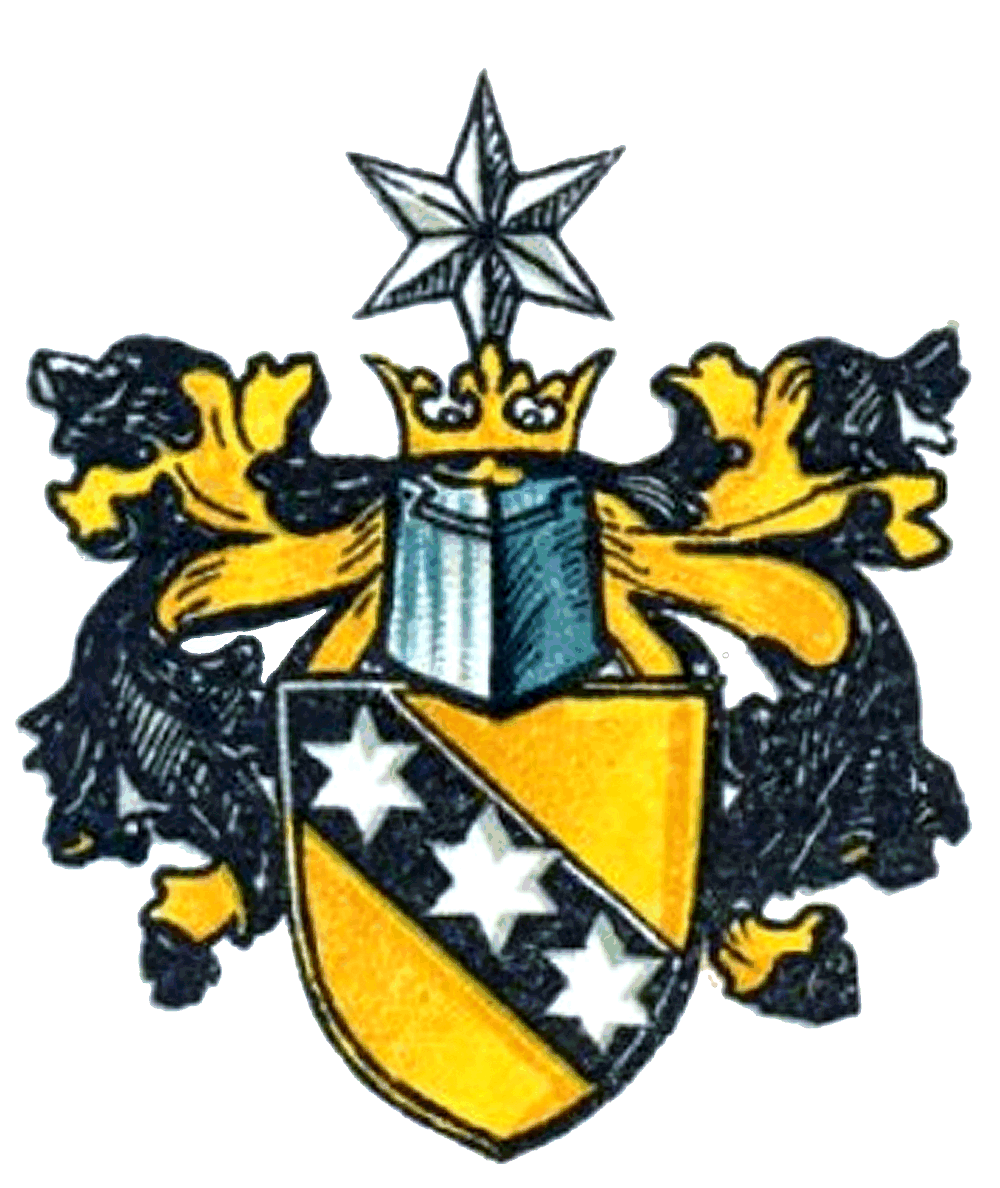
Wappen derer von Auenmüller

Auenmüller ist der Name eines sächsischen Adelsgeschlechts. Der kurfürstlich-sächsische Kapitän im Chev.-Regiment Prinz Johann, August Wilhelm Auenmüller, wurde am 8. April 1806 von Kaiser Franz II. geadelt.  Im Königreich Sachsen wurde diese Nobilitierung am 28. Februar 1807 anerkannt.

## Wappen
In Gold ein mit drei silbernen Sternen belegter schwarzer Schrägbalken. Auf dem gekrönten Helm ein silberner Stern.

## Persönlichkeiten
- August Wilhelm von Auenmüller (1754–1815), königlich-sächsischer Major und Kreiskommissar